# Konya Plummer
Pour les articles homonymes, voir Plummer.
Konya Plummer, née le 2 août 1997 à Epsom dans la paroisse de Saint Mary, est une joueuse jamaïcaine de football. Avec l’équipe de Jamaïque, dont elle est capitaine, elle se qualifie et participe à la Coupe du monde 2019.

## Biographie
Konya Plummer commence à jouer au football à 4 ans. À l'âge de 11 ans, elle commence à jouer avec l'équipe de garçons du Rangers FC à Saint Mary, où elle devient capitaine de l'équipe à 13 ans.
Elle rejoint ensuite le Titchfield High School à Port Antonio, où elle joue deux années et remporte le titre les deux années consécutives. Elle se fait alors repérer par le programme national de football féminin.
En 2016, elle rejoint la Southeastern University en Floride, et joue avec le Fire dans le championnat universitaire NAIA. Après deux années, elle rejoint l'université du centre de la Floride, et évolue avec les Knights de l'UCF dans le championnat NCAA féminin de soccer.
Le 16 janvier 2020, Plummer est repêchée en 10e position par le Pride d'Orlando lors du College draft de la NWSL.